# Ázsiai márványospoloska
Az ázsiai márványospoloska (Halyomorpha halys) a rovarok (Insecta) osztályának félfedelesszárnyúak (Hemiptera) rendjébe, ezen belül a címeres poloskák (Pentatomidae) családjába tartozó inváziós rovar. Eredeti őshazája Kína szárazföldi része, Tajvan, Japán és a Koreai-félsziget volt, de ma már Európában és Amerikában is elterjedt.
Az Egyesült Államokba véletlenül vihették be és az első példányt 1998 szeptemberében gyűjtötték be. Az ázsiai márványospoloska jelentős mezőgazdasági kártevő, 2011-re pedig az amerikai gyümölcsösök szezonális kártevőjévé vált.  A 2000-es évek elején Észak-Amerika számos részén regisztrálták és a 2010-es évek elején Európában és Dél-Amerikában is megfigyelték.

## Leírás
A felnőtt egyedek körülbelül 1,7 cm hosszúak és kb. ugyanilyen szélesek és jellegzetes pajzs alakú a formájuk. Különböző barna árnyalatai léteznek, mind a felső, mind a hasi oldalon (szürkés, fehéres, feketés és kékes). A „márványos” kifejezés oka, hogy színe hasonlít az erezetes márványéra. E fajta jelölései közé tartozik a csápok váltakozó világos és sötét sávjai. A lábak barnák, halvány fehér foltokkal vagy szalagokkal. A bűzmirigyek a tor alján, középen helyezkednek el, az első és a második lábpár között, valamint a potroh hátsó felületén.

### Viselkedés
Az ázsiai márványospoloska olyan szúró-szívó szájszervvel rendelkező rovar (mint minden Hemiptera vagy „valódi bogár”), amely a szájszervét használja a gazdanövényből való táplálkozáshoz.  Ezen táplálkozás részbeni eredménye a gyümölcsök felületén a gödrök megjelenése, a levelek pöttyöződése, amely a termény fejlődésbeli visszamaradásához, a mag satnyuláshoz vezet, ill. a növény kórokozói is könnyebben megjelennek. Ez a poloska mezőgazdasági kártevő, étlapján több mint 100-féle gyümölcs és zöldség van, amely kultúrákban jelentős kárt tud okozni. Japánban jelentős szójabab- és gyümölcskártevő. Az USA-ban jelentős őszibarack, alma, zöldbab, szójabab, cseresznye, málna és körte kártevő.
A kifejlett ázsiai márványospoloska nagyobb valószínűséggel költözik be az otthonokba, épületrészekbe, mint a többi poloskafaj és az ilyen helyekre való behúzódással vészeli át a hidegebb időszakot. Miután megtalálták a helyüket, hibernált állapotba kerülnek, de sokszor a ház melegétől aktívvá válnak.
A felnőtt rovarok több hónaptól egy évig élhetnek.
Nagyon kedveli a mirigyes bálványfát (a köznyelvben sokszor ecetfaként ismert) és az illatos (kínai) császárfát, melyeknek jelentős károkozója.
A poloska szúrós szaga korianderre emlékeztető. A potroh alsó részéből kieresztett bűz egy védelmi reakció eredménye, amelynek célja megakadályozni, hogy az ellenségei (pl. madarak, gyíkok) elfogyasszák, de bármikor használja a bűzét, ha megijed (pl. ha kézbe veszik).
Az udvarlás során a hím feromonokat és rezgő jeleket bocsát ki, hogy kommunikáljon a nősténnyel, aki a saját vibrációs jeleivel válaszol, mint minden poloska. A poloskák e jeleket használják egymás felismerésére, helyzetük beazonosítására. Ezek a rezgő jelek alacsony frekvenciájúak, és az ázsiai márványospoloska hímjének jele sokkal hosszabb, bármely más, korábban leírt poloska jelénél, bár ennek jelentése még nem egyértelmű.

### Az egyedszám növekedése

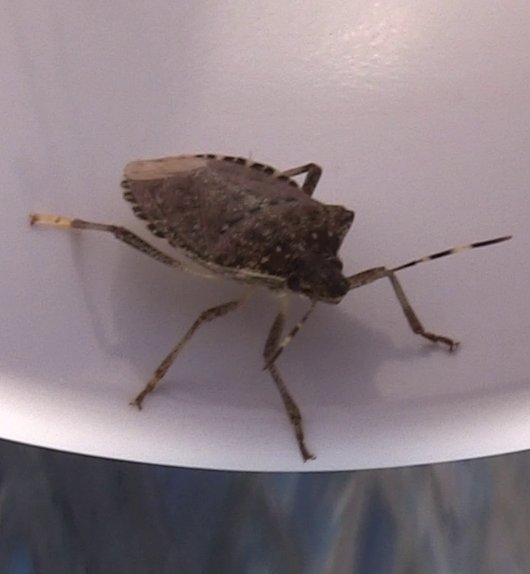
Oldalról fényképezett márványospoloska

Az általánosan melegedő klíma ideális a szaporodásukhoz, ezért az egyedszám meredeken emelkedett. Optimális körülmények között egy felnőtt poloska a kikelés után 35–45 napon belül fejlődik ki  és a nőstények egy csomóban 30-40 petét, egész életük során 400 petét raknak.  Őshazájában képes évente 2 ciklusban is szaporodni. Európában és az USA egyes részein 1 nemzedéket figyeltek meg, de a melegebb éghajlaton akár 6 generáció is képes megjelenni (Kaliforniában, Arizonában stb.).
Jelenleg nincs olyan környezeti tényező, amely lassítaná a szaporodásukat vagy csökkentené növekedési ütemüket.    

### Mezőgazdasági hatások

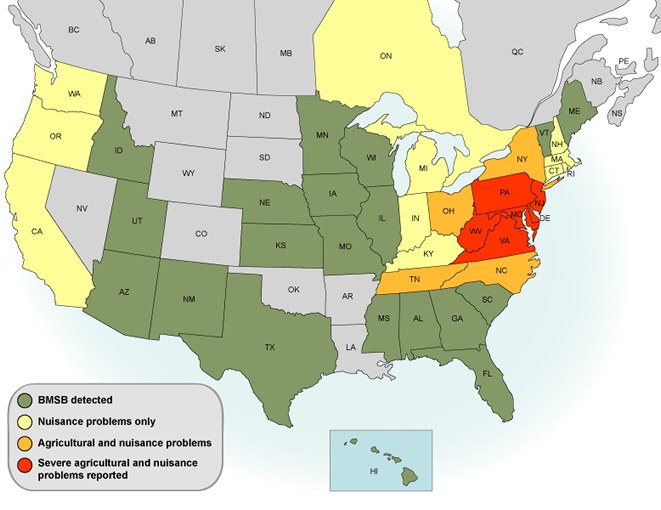
Az ázsiai márványospoloska hatása Észak-Amerikában (2013. május)

Az ázsiai márványospoloska komoly mezőgazdasági kártevő. Sokféle növénnyel táplálkozik (alma, sárgabarack, őszibarack, körte, cseresznye, kukorica, szőlő, bab, paprika, paradicsom, szójabab, stb.).  Ez rendkívül sokoldalúvá teszi, mivel nem igényel speciális növényt, amellyel táplálkozhat.  A tápanyagok kinyeréséhez a poloskák a szúró-szívó szájszervüket használják, amellyel átszúrják a növényi szöveteket és miután rothadást előidéző nyálukat befecskendezték, kiszívják belőlük a tápanyagot tartalmazó nedveket.  Ezen károsítás olyan mértékű lehet, hogy a növény elveszti a számára szükséges tápanyagok jelentős részét és ez a gyümölcs, a mag károsodásához vezet, ill. a szúrt seben keresztül nem kívánt kórokozók juthatnak be a növénybe  és ezáltal közvetlen emberi fogyasztásra alkalmatlanná válnak a károsított növények.

### Kutatás
A poloskák megfigyelése és kutatása az Egyesült Államok Mezőgazdasági Minisztériumának egyik prioritása, ahol egy mesterséges feromon lett kifejlesztve, amellyel a poloskák csapdákba csalhatók.
A rovarirtószerek jelentős része hatástalan a poloskák ellen, mert az elhullott egyedek helyére a többi poloska gyorsan berepül a nem kezelt területekről. (Egyes kutatások szerint napi 100 km-t is tud repülni.) További kutatások alapján a poloskák rezisztensek tudnak lenni egyes rovarirtó szerek ellen.  Ígéretes eredményeket mutató rovarölő szer az oxamil (96%-os mortalitási arány) és a moribund (67%-os mortalitás),  de sok általánosan használt rovarirtó szert pusztán arra használnak, hogy távol tartsák a rovarokat a művelt területektől, ahelyett, hogy ténylegesen megölnék őket. Almásokban legsikeresebb módszer a kaolin használata.

### Őshonos fajokkal való összetéveszthetőség
Az ázsiai márványospoloska a magyarországi fajok közül leginkább a bencepoloskával (Raphigaster nebulosa) téveszthető össze. Legbiztosabban a hasoldal alapján különíthetők el: a bencepoloska első potrohszelvényéből nagy tüske mered előrefelé. A legkönnyebben ellenőrizhető tulajdonsága a csápok fehér sávjai, a hasi oldal, vagy az összecsukott szárnyak fekete-fehér szélei.

## Természetes ellenségek
Kínában az elsődleges ellensége a szamurájdarázs (Trissolcus japonicus), amely parazitoid faj. A szamurájdarázs már természetes úton megjelent az USA-ban és már hazánkban is megjelent, de egyelőre nem ismert, hogy más fajokra milyen hatással lesz a megjelenése. A darázs parazitoid: a poloskák petéibe rakott utódai, a poloskák petéit felfalják, vagyis megölik a gazdatestet.
Több kutatás is vizsgálta a poloskák természetes ellenségeit. Ígéretesnek látszik az Észak-Amerikában élő Arilus cristatus rablópoloska, de sok pók faj is megtámadja a petéket, ill. a kifejlett egyedeket is.
Több növény van, amely riasztja ezeket a kártevőket, pl. a büdöske (bársonyvirág).

## Előfordulás

### Észak-Amerikában
Az ázsiai márványospoloskát feltehetően véletlenül hurcolták be az Egyesült Államokba a Kelet-Ázsiából származó kereskedelmi árukkal. Az USA-ban az első dokumentált példányt a pennsylvaniai Allentownban, 1998 szeptemberében gyűjtötték be, de sok Muhlenberg College-beli diák beszámolt arról, hogy ők már augusztusban látták ezt a poloskafajt.  2001 és 2010 között 54 db poloska észlelésről számoltak be az Egyesült Államok kikötőiben, de a hajózási társaságoknak ezen poloskákat nem kell jelenteniük és nem szükséges a rovarok eltávolítása sem, amely elősegítette a megjelenésüket.
2000-ben New Jersey-ben fogtak be ilyen poloskát UV-fénnyel működő csapdában.
2002-ben New Jersey-ben a Stewartsville-ben növényeken azonosították és UV-csapdákkal Phillipsburgben és Little Yorkban is begyűjtötték. Gyorsan dokumentálták és hamarosan több, keleti parti államból is jelentették a megjelenését (Pennsylvania, New Jersey, Delaware, Connecticut és New York).
2009-re ez a mezőgazdasági kártevő elérte Marylandet, Nyugat-Virginiát, Virginiát, Tennessee-t, Észak-Karolinát, Kentuckyt, Ohiót, Illinois-t és Oregont.  2010-re további államokban találták, köztük Indiana, Michigan, Minnesota és más államokban.
2011. novemberében 34 amerikai államban és 2012-re 40 államban regisztrálták és egy év alatt a 2011-es feltételezett egyedszámhoz képest 60%-os növekedést mutatott.

### Magyarországon
Hazánkban az első egyedeket 2013 őszén regisztrálták a kutatók és 2014 tavaszán is még csak 3 ismert előfordulási helye volt, de a 2010-es évek közepére szinte az ország egész területén megjelent, jelentős mennyiségben.

## Életciklus

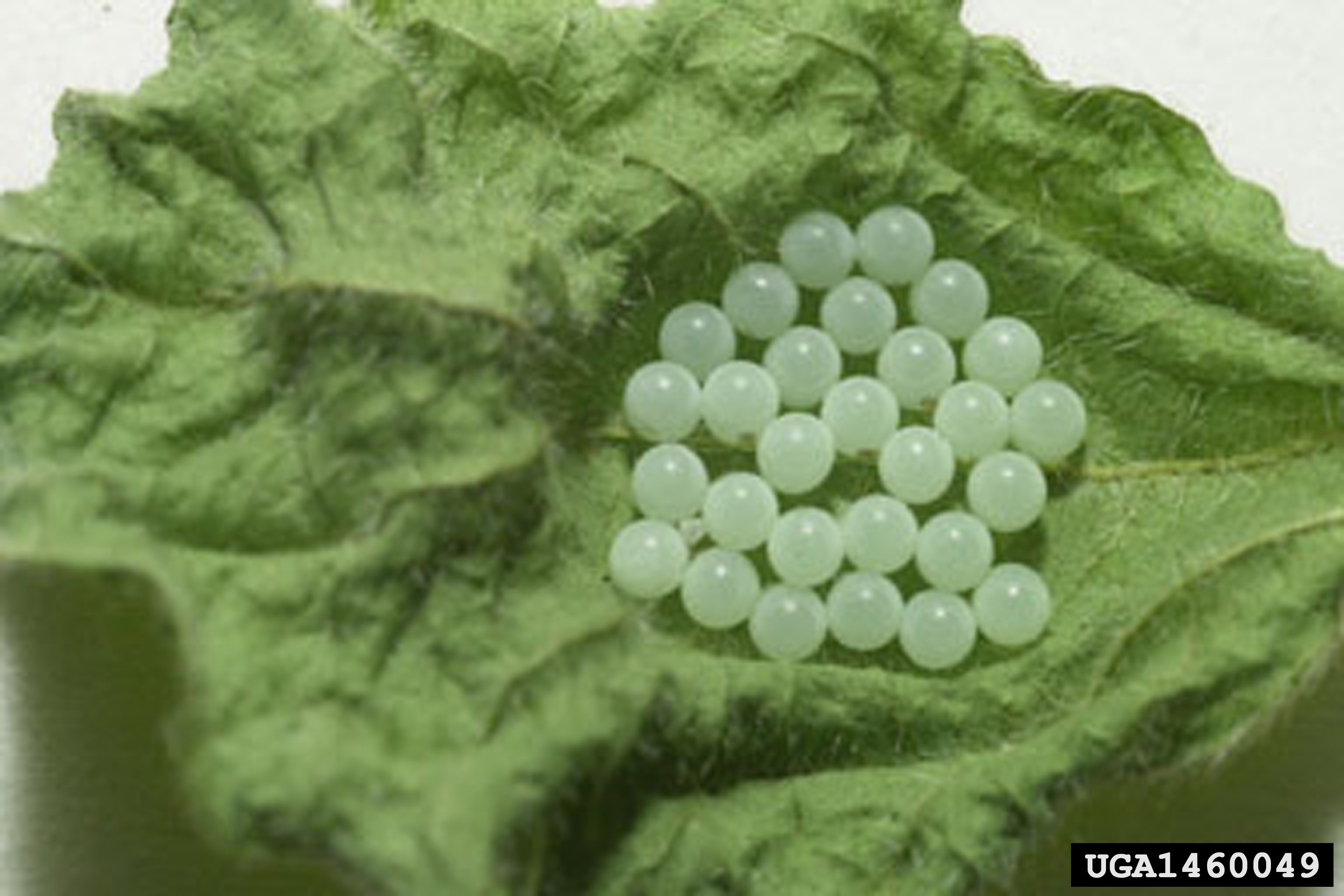
Peték egy levélen.
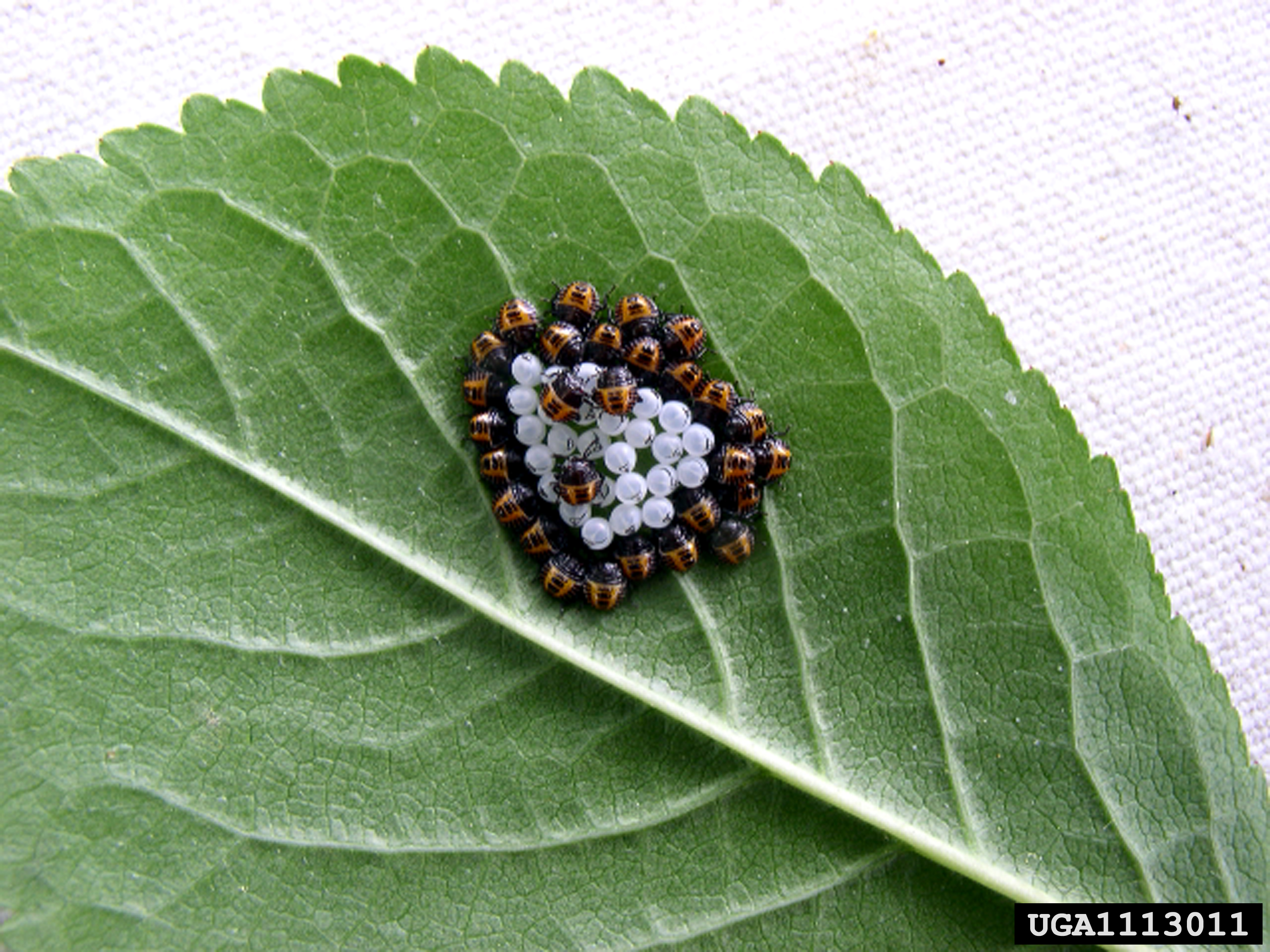
L1-es fázisú nimfák.
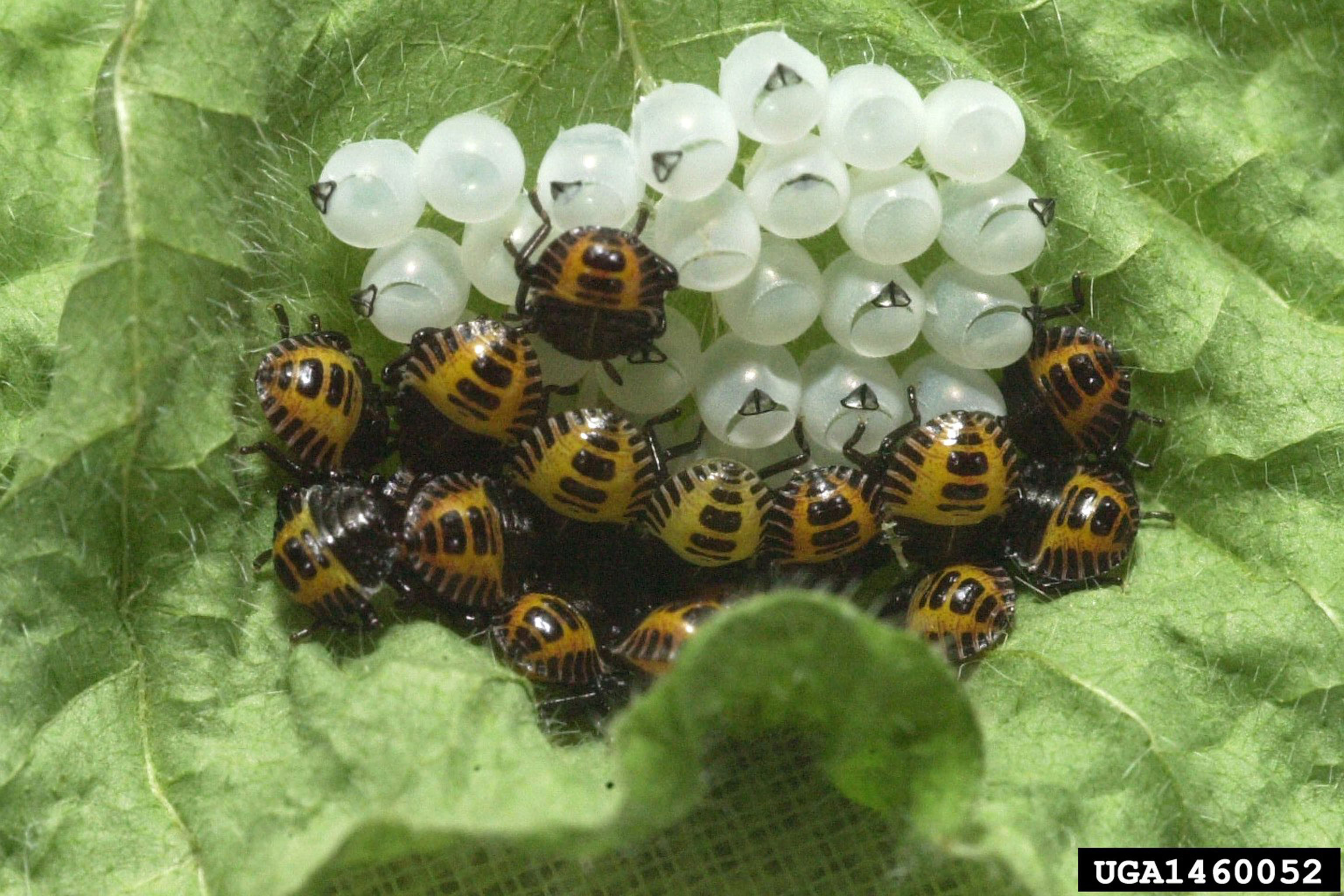
L2-es fázisú nimfák.
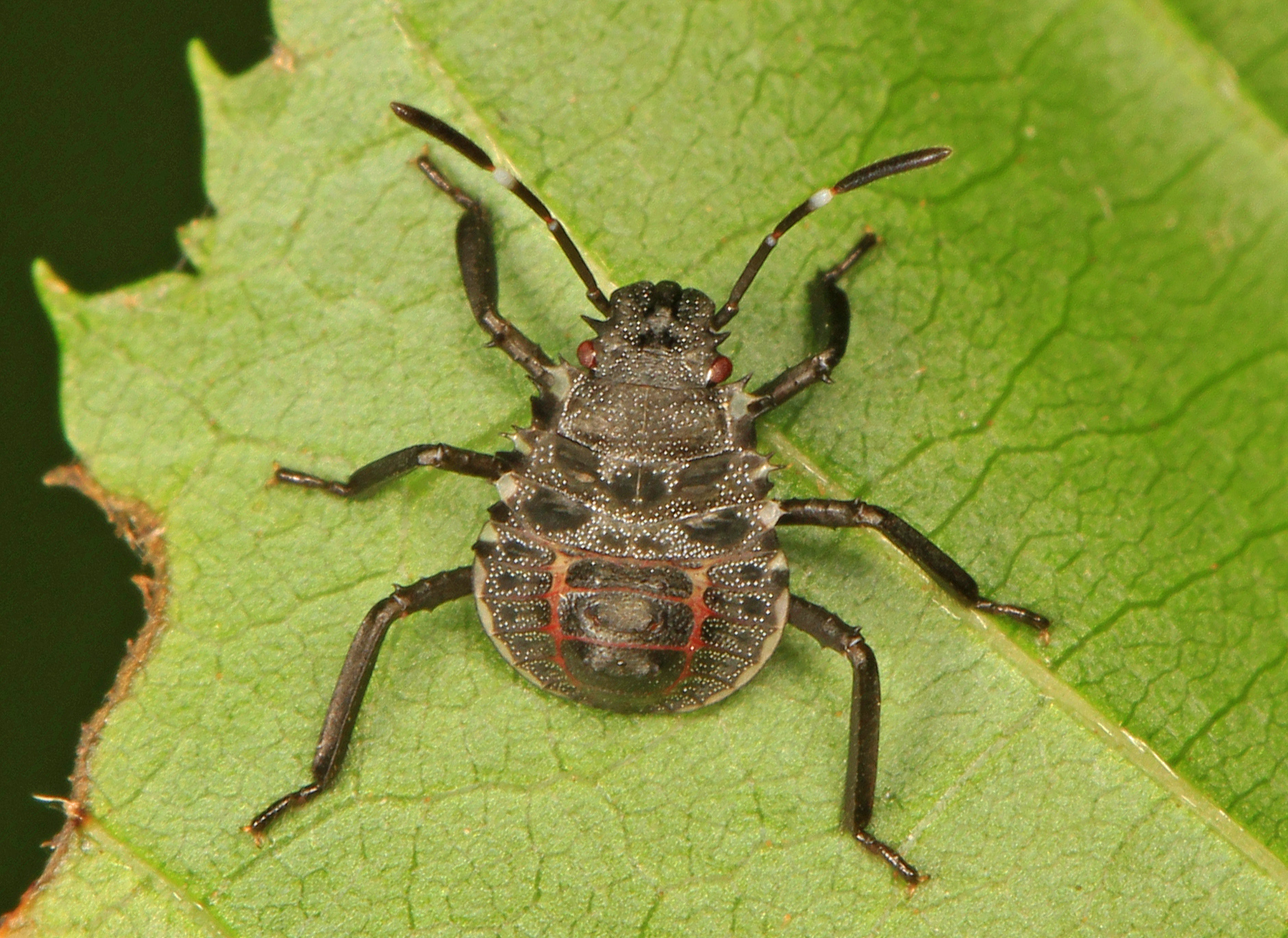
L3-as fázisú nimfa.
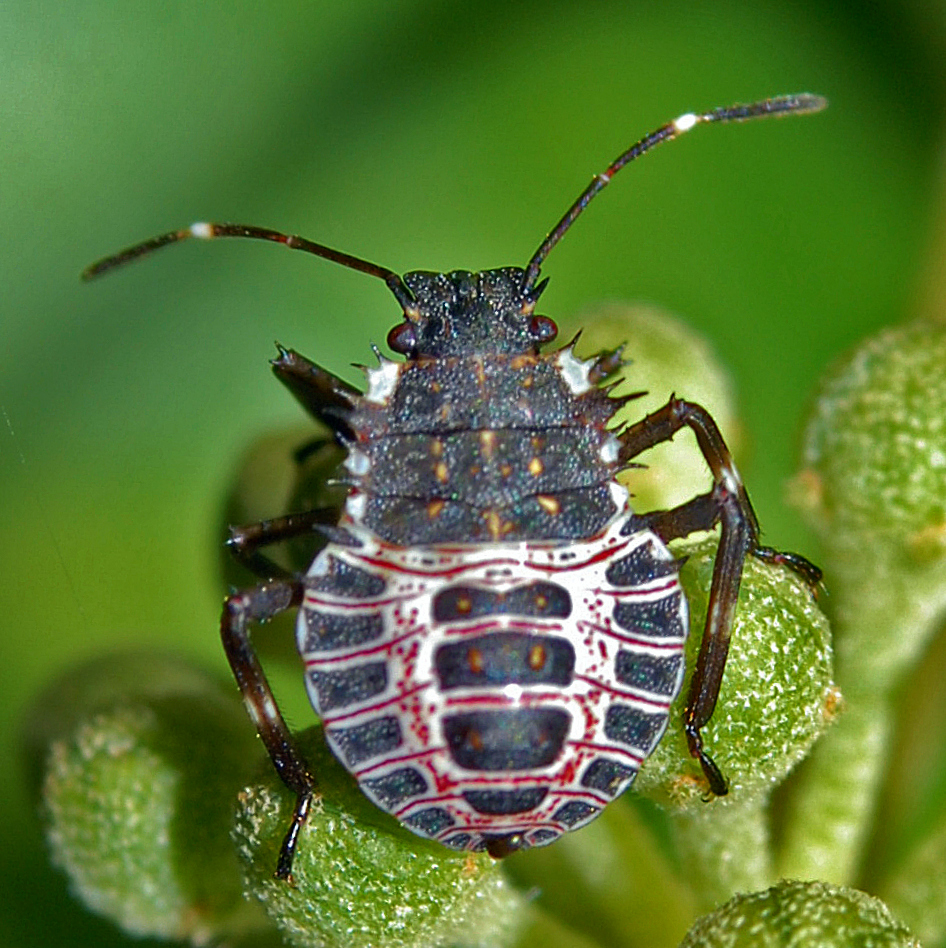
L4-es fázisú nimfa.
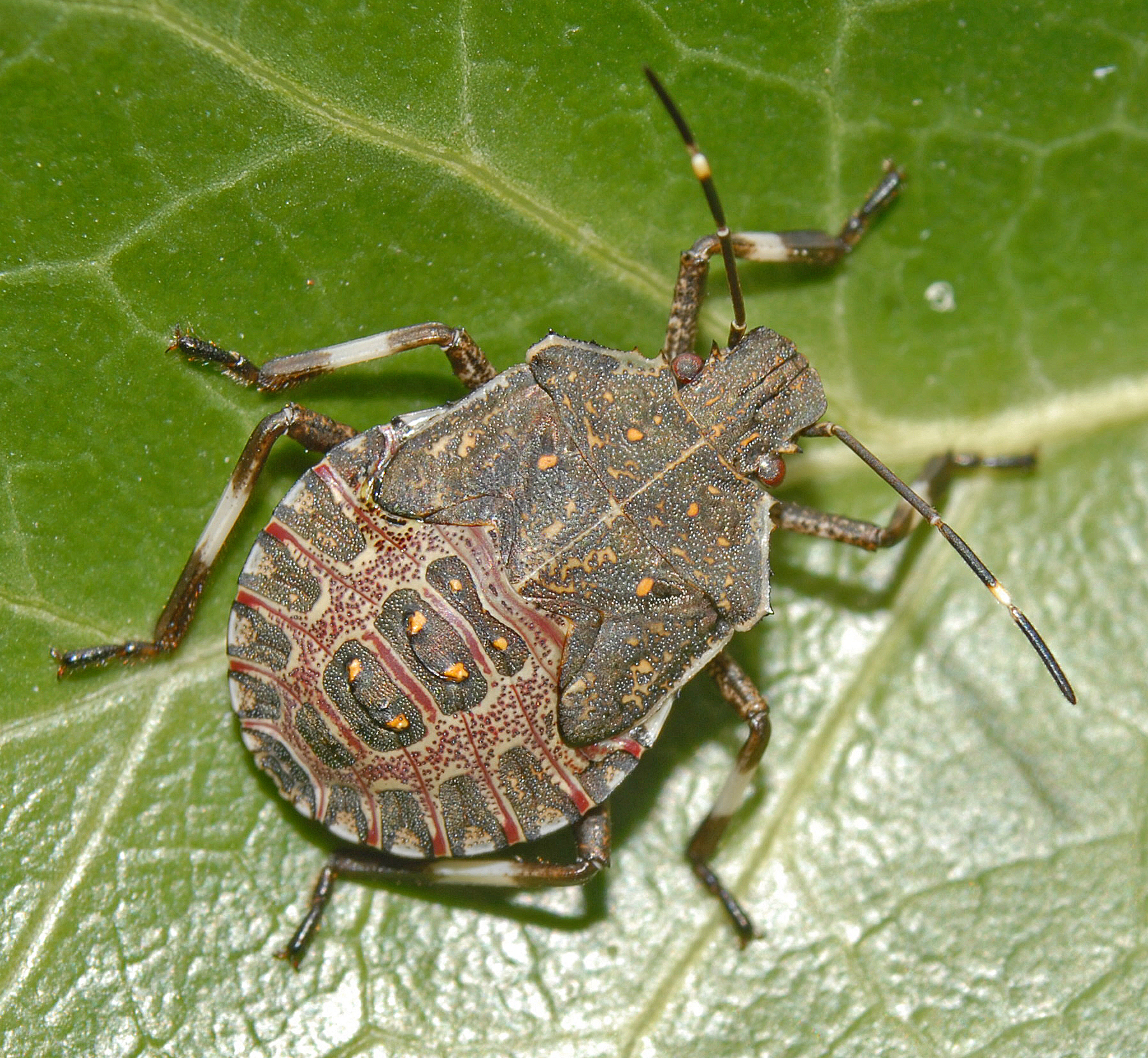
L5-ös fázisú nimfa.
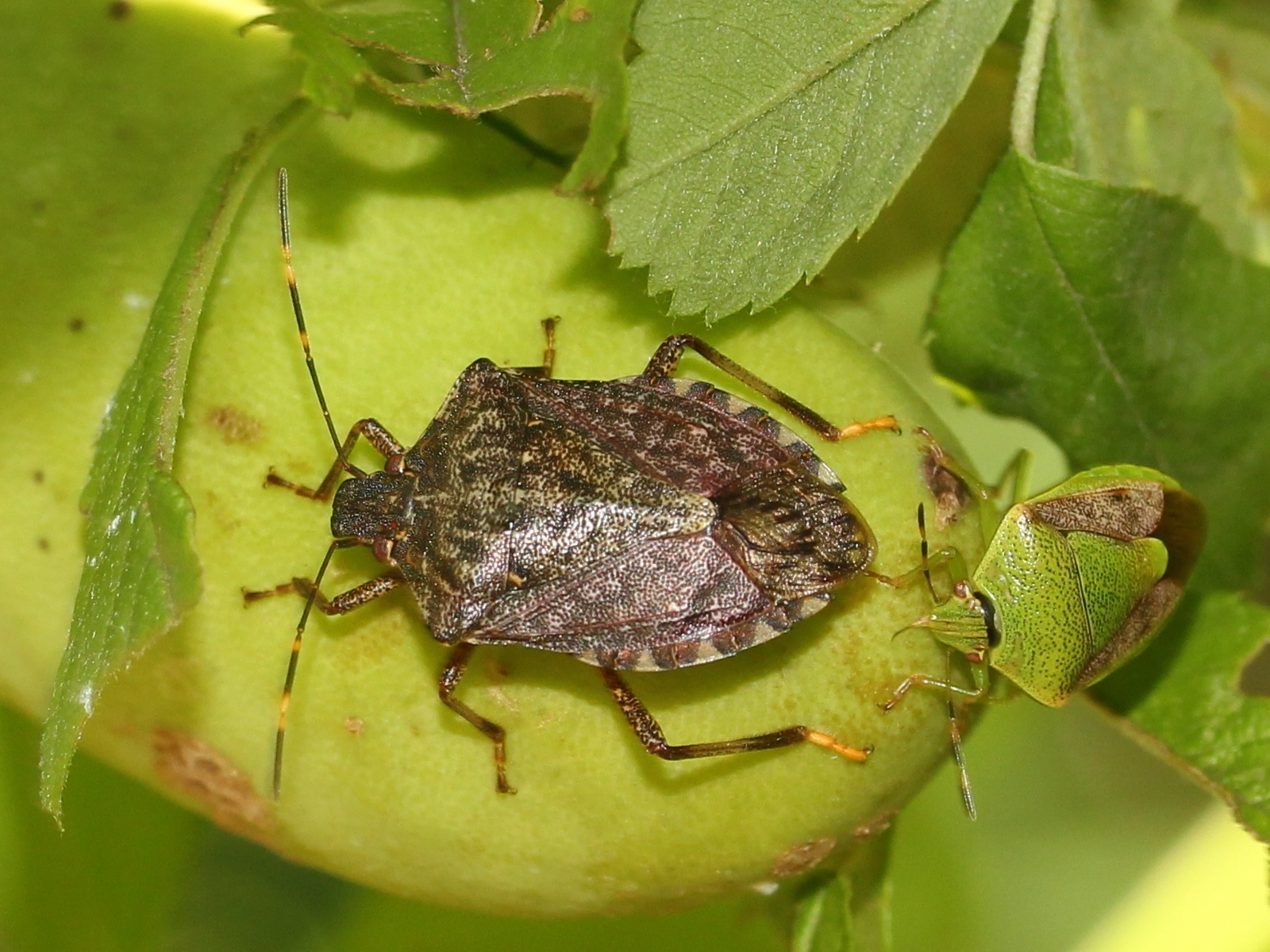
Kifejlett imágó.
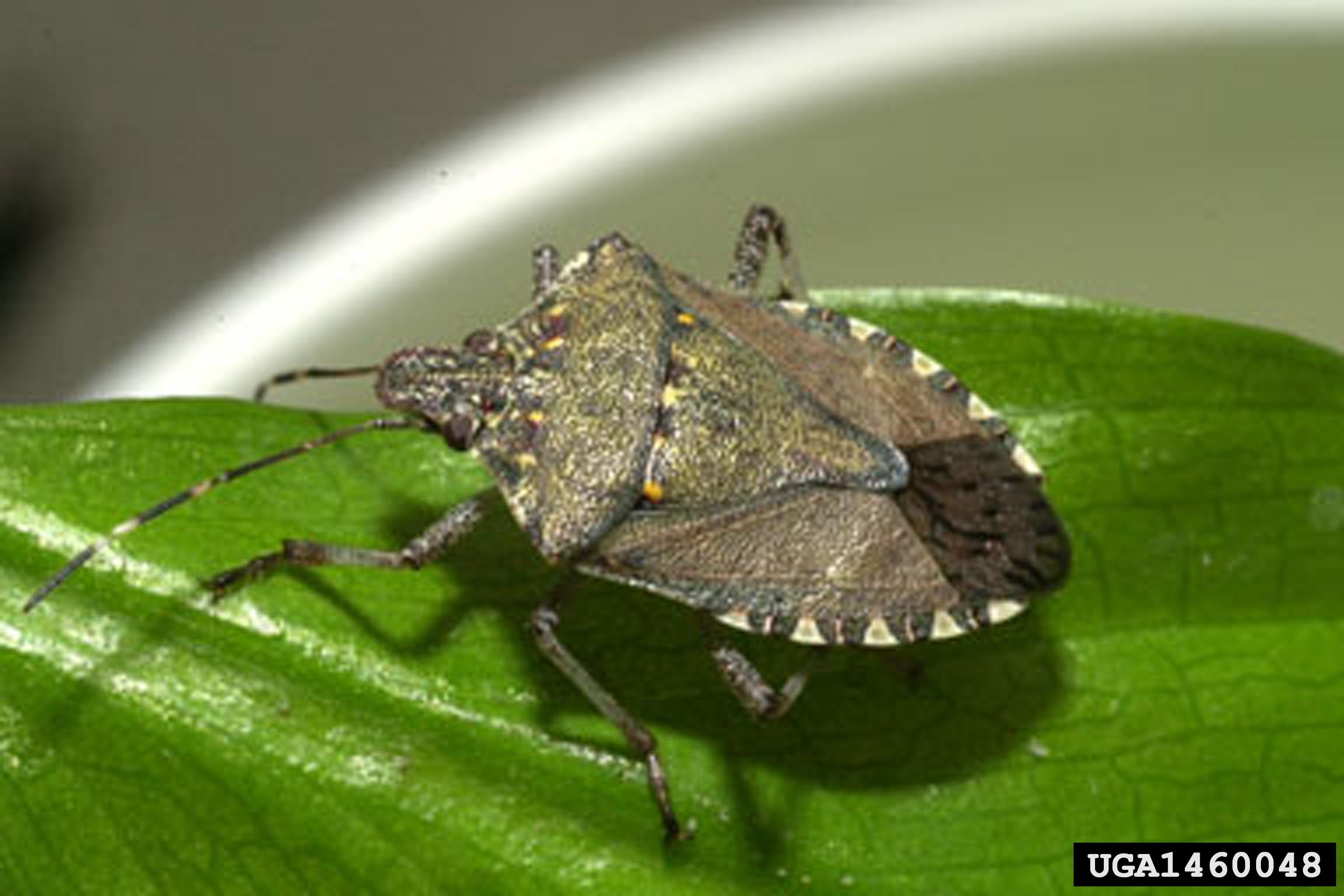
Kifejlett imágó.

## Fordítás
- Ez a szócikk részben vagy egészben  a   Brown marmorated stink bug című angol Wikipédia-szócikk ezen változatának fordításán alapul.  Az eredeti cikk szerkesztőit annak laptörténete sorolja fel. Ez a jelzés csupán a megfogalmazás eredetét és a szerzői jogokat jelzi, nem szolgál a cikkben szereplő információk forrásmegjelöléseként.

## Lásd még
- Címeres poloskák
- Nezara viridula , a zöld vándorpoloska